# Nouvelle droite populaire

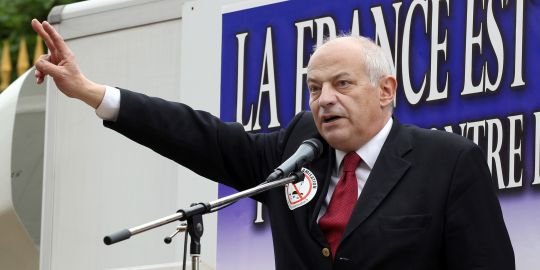
Robert Spieler (2012)

Nouvelle droite populaire (NDP, "Nya folkliga högern") är ett franskt extremhögerparti grundat av Robert Spieler den 1 juni 2008. Partiet samlar "identitära" och "nationella" personer som Pierre Vial, ordförande i Terre et Peuple, Roland Hélie, redaktör på tidskriften Synthèse nationale, och François Ferrier, regionråd i Lorraine. De hade ett valtekniskt samarbete med Parti de la France och Mouvement national républicain i franska regionvalen 2010 där de fick 3 % av rösterna i Lorraine.